# 額取山
額取山（ひたいとりやま）は、郡山盆地と猪苗代湖の間の標高1,000m前後の山々が連なる尾根の北端に位置する山である。標高は1,008.7m。

## 由来等
別名・安積山とも呼ばれ、万葉集に収められている「安積山影さへ見ゆる山の井の浅き心を我が思はなくに」という歌の『安積山』は額取山のことであるという説がある（郡山市日和田町の安積山公園を比定する説もある）。なお、額取山の名称の由来は、源義家が元服の前に額髪を剃った場所であるという伝説からである。

## 登山コース
登山コースは北側から登る磐梯熱海温泉口、東側から登る滝登山口、南側から登る御霊櫃峠口の3コースがある。最も利用の多いのは御霊櫃峠からのコースで、尾根上を縦走するコースとなる。そのため、東は郡山盆地、西は猪苗代湖を望みながらの登山で、眺望に恵まれているが、その反面天候が不安定なときは強風をまともに受ける危険性もある。ちなみにこのコース上にある大将旗山と呼ばれるピークは源義家が軍旗を掲げた場所であるという伝説が残っている。なお、登山口の御霊櫃峠はツツジの名所であり、6月初旬は峠全体が真っ赤に染まる。